# Hiéroglyphe égyptien E13
Pour les articles homonymes, voir Chat (homonymie).
Le hiéroglyphe égyptien E13 (chat) est classifié dans la section E « Mammifères » de la liste de Gardiner ; il y est noté E13.

## Représentation
Il représente un chat (Felis catus voir : Chat dans l'Égypte antique).

## Utilisation
| mi | i | w | E13 |

| mi | i | w | E13 |

le mot est issu d'un transfert onomatopéique avec le miaulement de l'animal.